# Heinz Gascha
Heinz Gascha ist ein deutscher Realschullehrer, ehemaliger Rektor der Mädchenrealschule St. Ursula Hohenburg, Fernsehmoderator und Sachbuchautor aus Lenggries. Deutschlandweite Bekanntheit erhielt er durch die Sendungen Telekolleg Mathematik im Bayerischen Fernsehen. Er wurde 2005 Schulleiter der Mädchenrealschule. Seit Februar 2015 befindet er sich im Ruhestand.

## Veröffentlichungen (Auswahl)
- Physik – Formeln.  Compact-Verlag, München 2009
- Gärtner, Harald; Gascha, Heinz: Formelsammlung: Mathematik, Physik, anorganische Chemie; [mit vielen Beispielen], Compact-Verlag, München 2008
- Gascha, Heinz; Wonisch, Rainer: Mathematik, Formeln & Regeln ... leicht gemacht! [zum Üben und Nachschlagen].Compact-Verlag, München 2007
- Gascha, Heinz; Pflanz, Stefan: Physik verständlich: alle Formeln, alle Gesetze; von Akustik bis Wärmelehre; verständliche Übungsaufgaben und Lösungen; ausführlicher Lexikonteil. Weltbild-Verlag, Augsburg 2006 (?)
- Masse und Gewichte. Compact-Verlag, München 1991